# Brandenburgische Städtebahn
Brandenburgische Städtebahn – lokalna, niezelektryfikowana linia kolejowa w kraju związkowym Brandenburgia, w Niemczech. Łączyła ona Neustadt (Dosse), Rathenow, Brandenburg, Bad Belzig z Treuenbrietzen.